# غريغ هيل (لاعب كرة قدم أمريكية)
غريغ هيل (بالإنجليزية: Greg Hill)‏ هو لاعب كرة قدم أمريكية أمريكي، ولد في 23 فبراير 1972 في دالاس في الولايات المتحدة.

## وصلات خارجية
- غريغ هيل على موقع مرجع كرة القدم المحترفة.كوم (الإنجليزية)